# Fortis Championships Luxembourg 1996
Il Fortis Championships Luxembourg 1996 è stato un torneo di tennis giocato sul sintetico indoor. È stata la 6ª edizione del torneo, che fa parte della categoria Tier III nell'ambito del WTA Tour 1996. Il torneo si è giocato a Lussemburgo dal 21 al 27 ottobre 1996.

## Campionesse

### Singolare
Anke Huber ha battuto in finale  Karina Habšudová con il punteggio di 6–3, 6–0

### Doppio
Kristie Boogert /  Nathalie Tauziat hanno battuto in finale  Barbara Rittner /  Dominique Van Roost con il punteggio di 2–6, 6–4, 6–2